# Dolichopeza (Nesopeza) kulingensis
Dolichopeza (Nesopeza) kulingensis is een tweevleugelige uit de familie langpootmuggen (Tipulidae). De soort komt voor in het Oriëntaals gebied.